# Lao động trẻ em

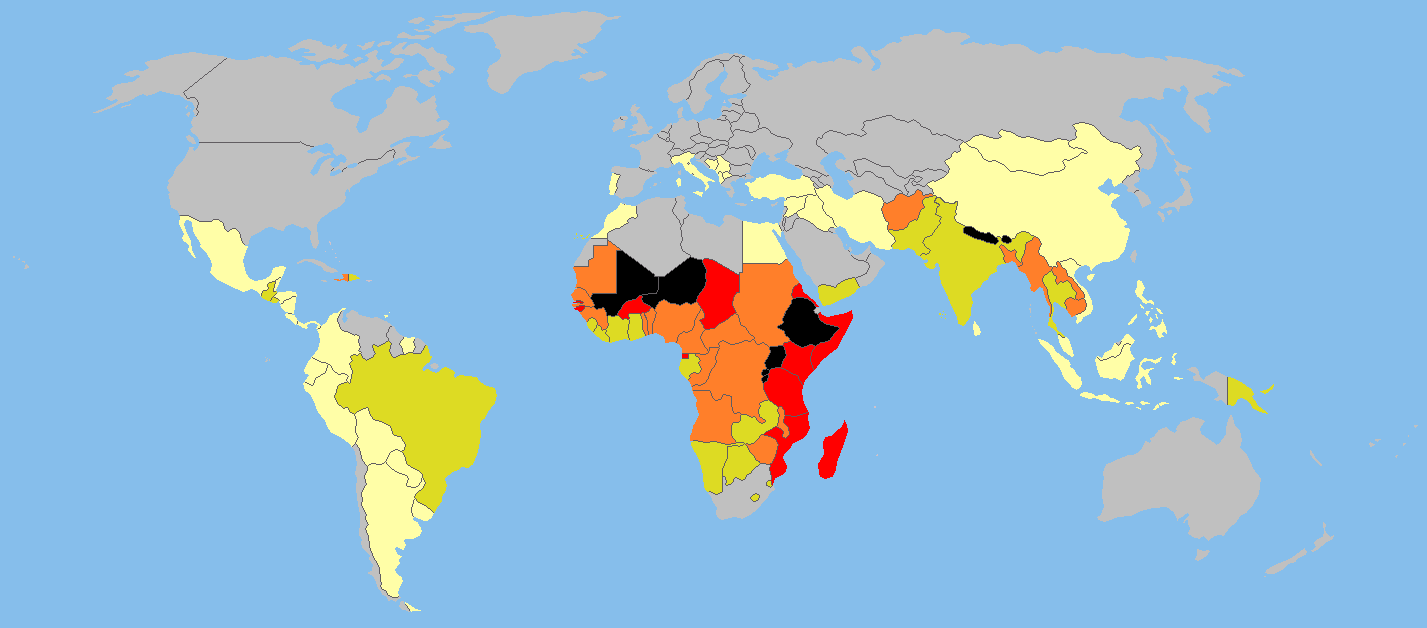
Tỉ lệ lao động trẻ em theo dữ liệu của Ngân hàng Thế giới năm 2006
Không có dữ liệu
0,01 đến 10% trẻ em lao động
10 đến 20% trẻ em lao động
20 đến 30% trẻ em lao động
30 đến 40% trẻ em lao động
Nhiều hơn 40% trẻ em lao động

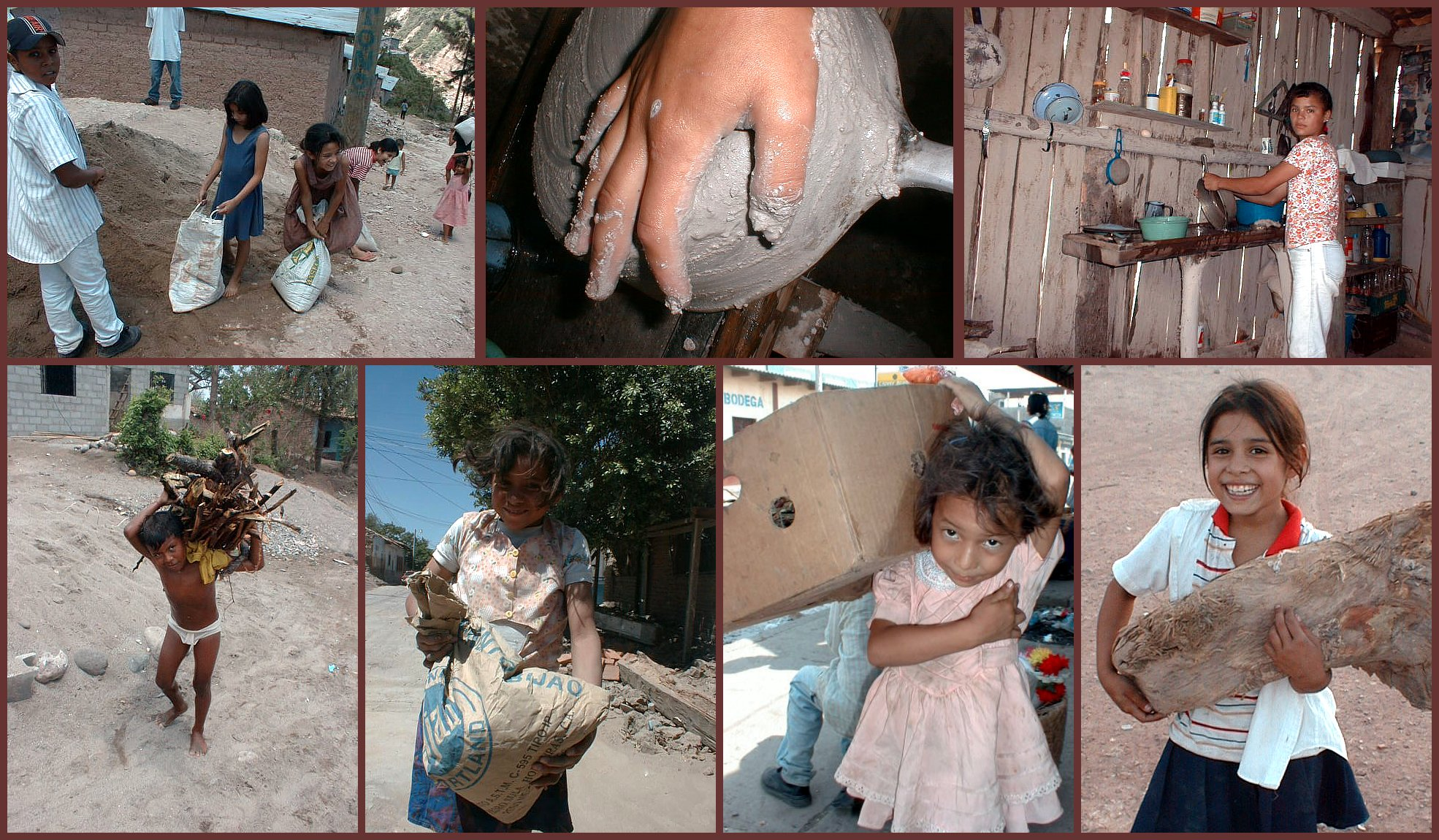
Một số hình thức của lao động trẻ em tại Trung Mỹ, 1999

Lao động trẻ em đề cập đến vấn đề sử dụng trẻ em trong bất kỳ công việc gì mà tước đi thời thơ ấu của trẻ, cản trở việc đi học thường xuyên, và gây tác hại về tinh thần, thể chất, xã hội hay đạo đức, nguy hiểm và độc hại. Nhiều tổ chức quốc tế coi lao động trẻ em là bóc lột. Pháp luật tại nhiều nước trên thế giới cấm lao động trẻ em. Những luật này không coi tất cả các hình thức trẻ em làm việc là lao động trẻ em, trường hợp ngoại lệ bao gồm công việc của các nghệ sĩ trẻ, công việc nhà, đào tạo có giám sát, một số loại công việc của trẻ em thuộc nhóm Amish, và các nhóm khác.
Lao động trẻ em đã tồn tại trong lịch sử ở nhiều mức độ khác nhau. Trong thế kỷ 19 và đầu thế kỷ 20, rất nhiều trẻ em độ tuổi 5-14 từ các gia đình nghèo đã phải làm việc ở châu Âu, Hoa Kỳ và các thuộc địa khác nhau của các cường quốc châu Âu. Những trẻ em làm việc trong ngành nông nghiệp, lắp ráp tại nhà, nhà máy, khai thác mỏ và trong các dịch vụ như trẻ em bán báo. Một số trẻ phải làm đêm, lâu đến 12 tiếng/ ngày. Nhờ thu nhập của hộ gia đình ngày càng tăng, trường học thuận tiện và thông qua luật lao động trẻ em, tỷ lệ lao động trẻ em đã giảm đáng kể.
Ở các nước đang phát triển, tỉ đói nghèo cao và thiếu cơ hội đến trường, lao động trẻ em vẫn còn phổ biến. Trong năm 2010, những quốc gia châu Phi gần sa mạc Sahara có tỷ lệ lao động trẻ em cao nhất, với một số quốc gia châu Phi có đến hơn 50% trẻ em độ tuổi 5-14 phải lao động. Nền nông nghiệp toàn thế giới sử dụng lao động trẻ em nhiều nhất. Đa số lao động trẻ em nằm ở vùng nông thôn và nền kinh tế đô thị, trẻ em chủ yếu làm việc cho cha mẹ, chứ không phải là các nhà máy. Nghèo đói và thiếu trường được coi là nguyên nhân chính của lao động trẻ em.
Tỷ lệ lao động trẻ em trên thế giới giảm từ 25% xuống còn 10% giữa năm 1960 và 2003, theo Ngân hàng Thế giới. Tuy nhiên, tổng số trẻ em lao động vẫn còn cao, UNICEF và ILO thừa nhận có khoảng 168 triệu trẻ em tuổi từ 5-17 trên toàn thế giới, đã tham gia vào lao động trẻ em vào năm 2013. Theo một thống kê của UNICEF ngày 10/6/2021 như sau:
- 70% số trẻ em lao động đang làm trong nông nghiệp (112 triệu trẻ), 20% làm trong lĩnh vực dịch vụ (31,4 triệu trẻ) và 10% làm trong lĩnh vực công nghiệp (16, 5 triệu trẻ).
- Gần 28% số trẻ em độ tuổi từ 5 - 11 tuổi; 35% số trẻ từ 12 - 14 tuổi là lao động trẻ em và không được đi học.
- Lao động trẻ em phổ biến ở các bé trai hơn là bé gái ở mọi lứa tuổi. Nếu tính đến các công việc gia đình phải làm mất ít nhất 21 giờ mỗi tuần thì khoảng cách giới trong lao động trẻ em thu hẹp hơn.
- Tỷ lệ lao động trẻ em ở nông thôn (14%) cao gấp 3 lần ở thành thị (5%). [12]

## Lao động trẻ em theo quốc gia

### Việt Nam
Theo ông Đặng Hoa Nam - Cục trưởng Cục Bảo vệ và chăm sóc trẻ em, hiện nay (tháng 12 năm 2016) tại nước Cộng hòa Xã hội chủ nghĩa Việt Nam cho biết có khoảng 1,75 triệu lao động trẻ em và người chưa thành niên (từ 5 - 17 tuổi) đang phải làm việc nặng nhọc hoặc làm việc trong những điều kiện có hại cho sức khỏe. Tỷ lệ lao động trẻ em tập trung đông nhất chủ yếu ở các thành phố lớn, trong đó có Hà Nội và thành phố Hồ Chí Minh do khoảng cách giữa giàu và nghèo là quá lớn.

### Mexico
Theo Khảo sát về Lao động trẻ em ENTI, đến thời điểm cuối năm 2019, tại Mexico có khoảng 3,3 triệu trẻ em và người chưa thành niên (từ 5 - 17 tuổi) đang phải lao động, chiếm 11.5% số người thuộc độ tuổi đó tại Mexico. 61% trong số đó là nam và 39% là nữ (lần lượt 2 triệu người và 1.3 triệu người). Các bang có số trẻ em lao động cao nhất là: Oaxaca, Puebla, Chiapas, Michoacán và San Luis Potosí.